# Audrius Nakas

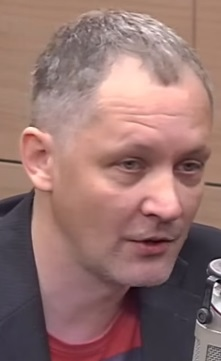
Audrius Nakas

Audrius Nakas (* 1967 in Kaunas) ist ein litauischer Schauspieler und Politiker, seit 2015 Mitglied des Seimas.

## Leben
Audrius Nakas absolvierte die Klavier-Klasse in der Čiurlionis-Kunstschule in Vilnius. Nach dem Abitur absolvierte er das Studium am Lietuvos konservatorija und wurde Schauspieler und Regisseur. Er spielte in Theatern wie „Šėpa“, Lietuvos nacionalinis dramos teatras, Didysis Vilniaus teatras und Oskaras-Koršunovas-Theater. Er führte die Regie bei „Jelizaveta Bam“, „Domingo de Ramos“, „Genijaus dirbtuvė“ und anderen Theaterstücken.
Im Fernsehen debütierte er in der Humorsendung von Rolandas Kazlas („Aš su jumis“). Danach spielte er den Arbeitsamtsdirektor in den LNK-Humorsendungen „Ragai“ und „Dviračio šou“.
Seit April 2015 ist er Mitglied des litauischen Parlaments Seimas (statt des gestorbenen Algirdas Patackas).

## Familie
Sein Vater ist der Ingenieur Algimantas Jonas Nakas, sein Bruder der Komponist Šarūnas Nakas.
Nakas ist verheiratet. Mit seiner Frau Inga hat er vier Kinder, drei Töchter (Morta, Dominyka, Ugnė Adelė) und einen Sohn (Žygimantas Augustas Jonas).